# Bob Mould
Robert Arthur "Bob" Mould är en amerikansk sångare, gitarrist och musikproducent född 16 oktober 1960 i Malone, New York, som tillsammans med Grant Hart och Greg Norton bildade gruppen Hüsker Dü. Efter att bandet upplöstes startade Mould en solokarriär 1989 i och med utgivningen av debutalbumet Workbook. Mould ledde även bandet Sugar mellan 1992 och 1995.
Mould medverkar bland annat med sång och gitarr på låten "Dear Rosemary" från Foo Fighters album Wasting Light.

## Diskografi
Soloalbum
- 1989: Workbook
- 1990: Black Sheets Of Rain
- 1996: Bob Mould
- 1998: The Last Dog And Pony Show
- 2002: Modulate
- 2005: Body Of Song
- 2008: District Line
- 2009: Life And Times
- 2012: Silver Age
- 2016: Patch The Sky
- 2019: Sunshine Rock
- 2020: Blue Hearts